# Der Wächter an der Thorenbergbrücke

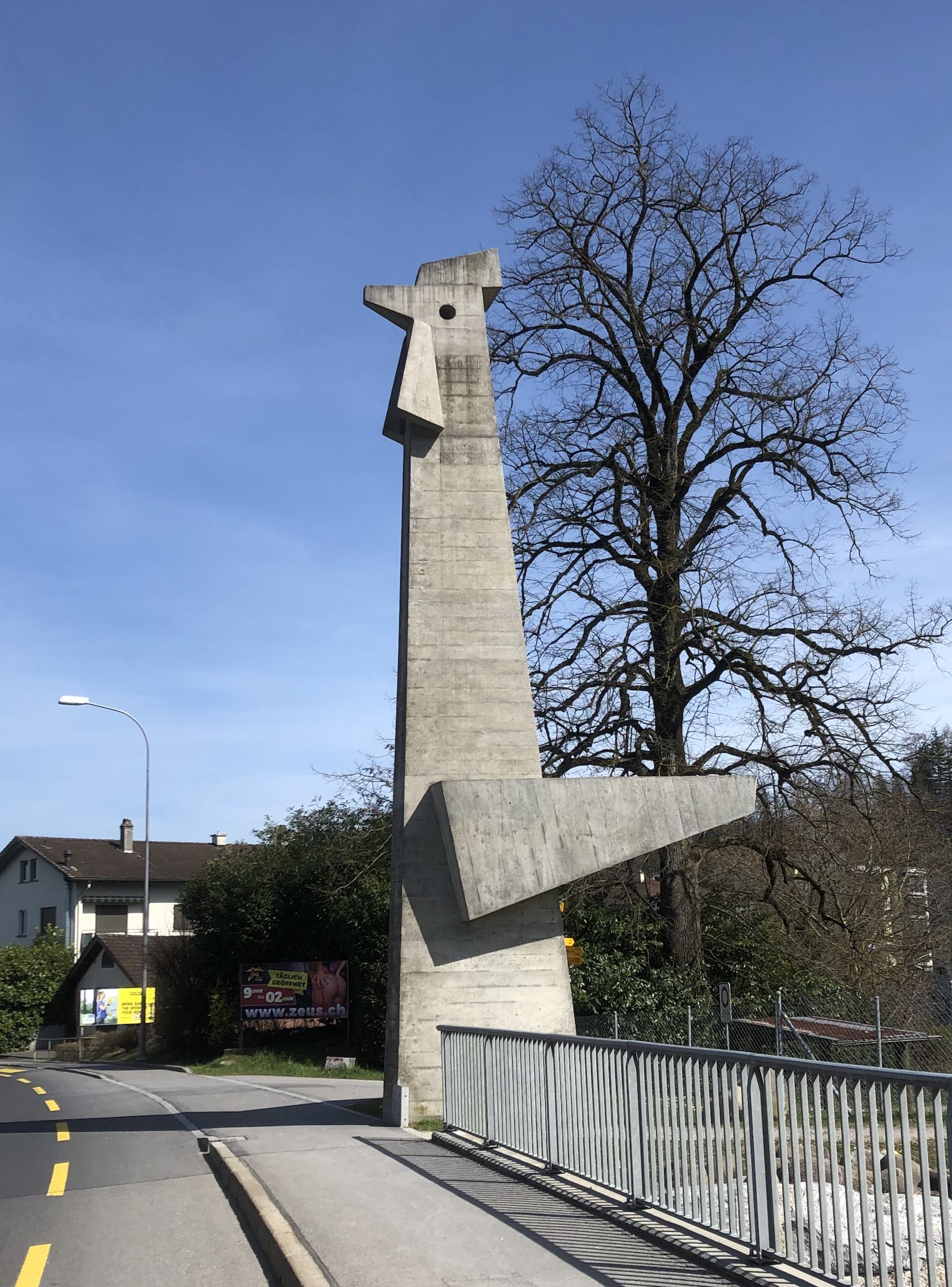
«Der Hahn – Symbol der Wachsamkeit». Betonskulptur von Gottlieb Ulmi

Der Wächter an der Thorenbergbrücke, oder einfach Der Wächter und auch Der Hahn, ist eine monumentale Betonskulptur und ein Verkehrsdenkmal in Littau, einem Ortsteil der Schweizer Stadt Luzern.
Das Kunstwerk aus der Nachkriegsmoderne ist als schützenswertes Objekt im Denkmalverzeichnis des Kantons Luzern eingetragen.

## Lage
Das hoch aufragende Bildwerk aus armiertem Beton in der Form eines stilisierten Hahns steht an der Thorenbergstrasse nördlich des Zentrums von Littau neben der Thorenbergbrücke, auf der die Hauptstrasse 10 (Schnellstrasse T 10 Luzern-Wolhusen) die Kleine Emme überquert. Die Tierfigur an der Aussenseite der Strassenkurve bei der Brücke ist für die Verkehrsteilnehmer schon von Weitem sichtbar. Die schlanke Skulptur steht südlich der Strasse, und der Hahn überblickt von hoch oben die Verkehrsfläche.

## Geschichte
Der Flussübergang beim Weiler Thorenberg an der Strasse auf den Littauerberg und von Luzern nach Willisau, in das Entlebuch und nach Bern besteht seit dem Mittelalter. Ältere Stege und Brücken an dieser Stelle wurden bei schweren Hochwasserereignissen der Kleinen Emme mehrmals zerstört. In der Nähe befinden sich das historische Wasserkraftwerk Thorenberg und der Bahnhof Littau. Bei der Korrektion des Flussbettes baute der Kanton Luzern die neue Thorenbergbrücke 1874 als Fachwerkkonstruktion aus Eisen. 1924 wurde sie durch eine betonierte Bogenbrücke ersetzt, und 1959 entstand die vorgespannte Stahlbetonbrücke beim Ausbau der Hauptstrasse.
Beim 1958 ausgeschriebenen Wettbewerb des Kantons für ein künstlerisches Objekt zur neuen Brücke reichte der Bildhauer Gottlieb Ulmi aus Littau den Entwurf «Der Hahn – Symbol der Wachsamkeit» ein. Der Künstler erklärte dazu, er wolle die traditionell als Wetterhahn und Mahnzeichen auf Kirchtürmen platzierte Figur in das Tal herunterholen und wie einen Weckruf direkt neben den neuen Verkehrsweg stellen. Der ausgebaute Abschnitt der T 10 machte das schnelle Fahren auf der Überlandstrecke möglich. Die symbolische Aufgabe des imposanten Hahns bestehe nun nicht etwa im Schutz der Brücke selbst, sondern darin, über den zu seinen Füssen vorbeirauschenden Verkehr zu wachen. Damit bildet der Littauer Brückenhahn sozusagen ein profanes und modernes Pendant zu den traditionellen geistlichen Verkehrsbegleitern wie Christophorus und Nepomuk. Als Symbol der Wachsamkeit ähnelt er etwa auch dem spätmittelalterlichen Brickegickel auf der Alten Brücke in Frankfurt am Main.
Nach dem Abschluss des Wettbewerbsverfahrens konnte Gottlieb Ulmi das Werk 1961 durch das Bauunternehmen Gebrüder Manetsch in Beton ausführen lassen. Das 11 Meter hohe und rund 60 Tonnen schwere Objekt steht neben der Brücke über dem hohen Bachbord auf der rechten Seite der kanalisierten Kleinen Emme. Eine Bronzetafel auf einem daneben platzierten Findling informiert über die Skulptur und die Geschichte des Brückenübergangs. Das 1961 feierlich eingeweihte, neuartige Strassendenkmal hat später auch Namen wie Der Wächter, Wächter auf der Thorenbergbrücke und schweizerdeutsch kurz Der Güggel erhalten und ist inzwischen ein markantes Zeichen für das moderne Littau geworden.
Im Spielfilm Dünki Schott, der 1986 in Littau mit dem Schriftsteller Franz Hohler entstand, kommen Thorenberg und der Betonhahn vor.
2009 liess der Kanton Luzern die Sichtbetonskulptur, die durch Flechtenbewuchs, Korrosion der Bewehrung und Graffiti beschädigt war, restaurieren.